# José Escolano
Escolano  Sánchez est un nom espagnol. Le premier nom de famille, en général paternel, est Escolano ; le second, en général maternel, souvent omis, est Sánchez.
José Escolano Sánchez, né le 15 novembre 1926 à Saragosse et mort le 15 janvier 2007 dans la même ville, est un coureur cycliste espagnol.

## Palmarès
- 1946
  - 3e du Trofeo Masferrer
- 1948
  -  Champion d'Espagne sur route indépendants
  - 2e du Circuito de la Ribera de Jalón
- 1949
  - 2e du GP Catalunya
  - 2e du Circuito de la Ribera de Jalón
  - 2e du championnat d'Espagne sur route indépendants
  - 3e de la Clásica a los Puertos
- 1951
  - Circuito de la Ribera de Jalón
  - 9e étape du Tour de Catalogne
- 1952
  - 1re étape du GP Ayutamiento de Bilbao
  - 2e du Circuito de la Ribera de Jalón
  - 3e du Trofeo Masferrer
- 1953
  - 3e du Circuito de la Ribera de Jalón
- 1954
  - 2e de Barcelone-Villada
  - 3e du Circuito de la Ribera de Jalón
- 1955
  - Classement général du Grand Prix de la Bicicleta Eibarresa
  - 8eb étape du Tour du Levant
  - 2e du championnat d'Espagne sur route
  - 3e du Campeonato Vasco-Navarro de Montaña
- 1956
  - 2e étape du Grand Prix de la Bicicleta Eibarresa
  - 6e et 11e étapes du Tour d'Andalousie
  - 3e du GP Pascuas
  - 3e du Tour du Levant

## Résultats sur les grands tours

### Tour d'Espagne
4 participations
- 1947 : 19e
- 1948 : abandon (12e étape)
- 1955 : 30e
- 1956 : 34e

### Tour d'Italie
1 participation 
- 1953 : abandon